# Jormannsdorf
Jormannsdorf (ungarisch Gyimótfalva) ist ein Ortsteil und eine Katastralgemeinde der Gemeinde Bad Tatzmannsdorf im Bezirk Oberwart im Burgenland in Österreich.

## Geografie
Der Ort liegt einige Kilometer westlich des Günser Gebirges zwischen Oberschützen und Bad Tatzmannsdorf, mit dem es einen losen Siedlungsverband bildet.

## Geschichte
Die Besiedlung der Gegend erfolgte zwischen dem 9. und 12. Jahrhundert durch deutsche Kolonisten aus Bayern und Franken. Erstmals urkundlich genannt wurde der Ort im Jahr 1388 als Gyarmannsfalva, 1392 wurde er als lrmest bezeichnet.
Jormannsdorf gehörte vermutlich seit 1279 zur Herrschaft der Burg Bernstein, die Ivan von Güssing innehatte. Nach 1388 wurde die Herrschaft Bernstein und damit auch Jormannsdorf an die Brüder Kanizsay verpfändet. Ab 1486 waren die Geschicke des Ortes mit der Familie Königsberg, einer niederösterreichischen Adelsfamilie, verbunden. In diese Periode fällt die Errichtung des Schlosses Jormannsdorf, das 1591 erstmals als Künigsberghausen erwähnt wurde und 1620 anlässlich einer Kurpredigt wieder genannt wurde.

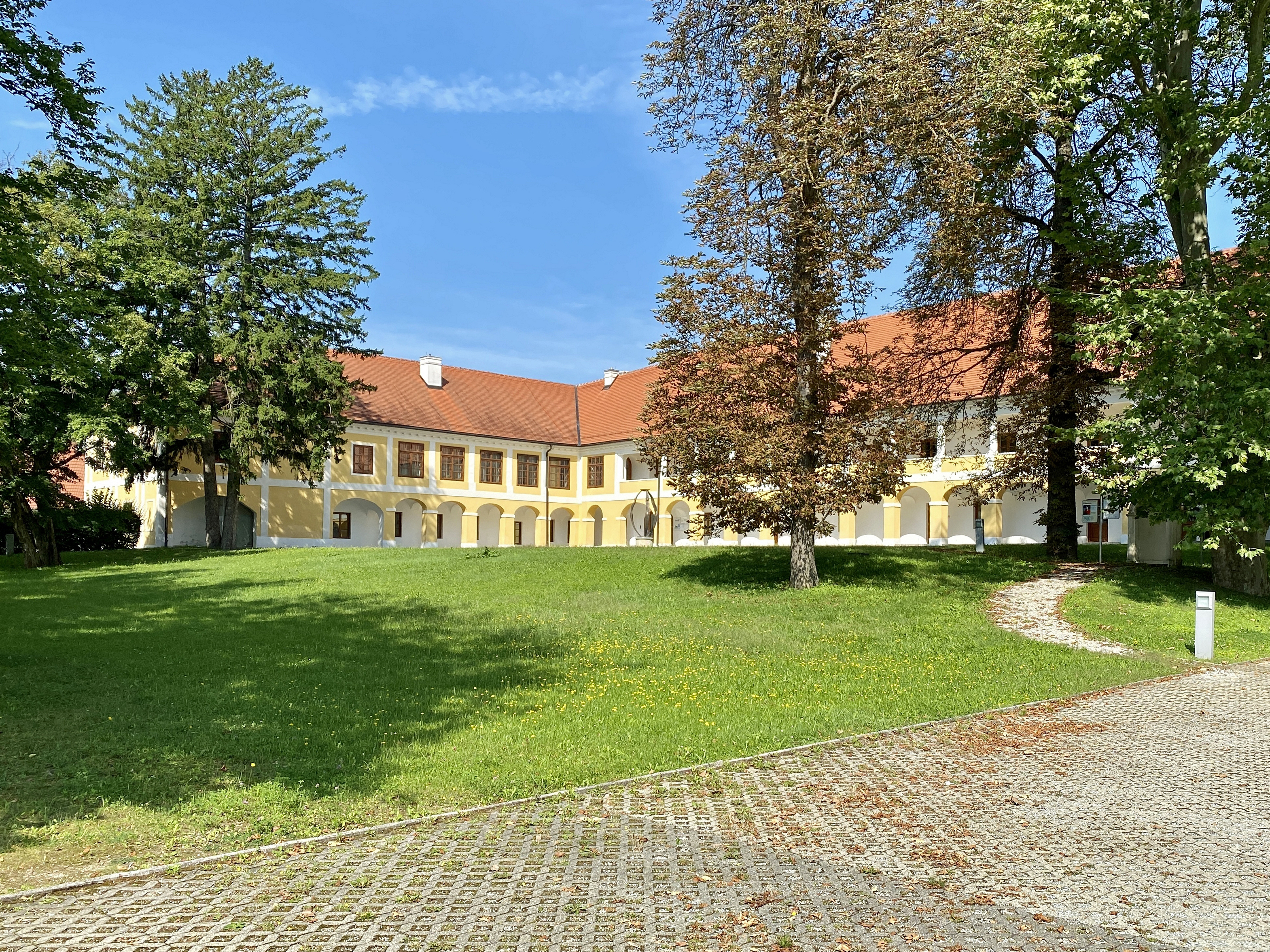
Schloss Jormannsdorf

1644 erwarb Adam I. Batthyány die Herrschaft Jormannsdorf von den Königsbergern. In diese Zeit fällt auch das Einsetzen des Fremdenverkehrs zu den Mineralquellen der Gegend. Von 1659 bis 1854 war die Ortschaft die überwiegende Zeit Teil der Herrschaft Pinkafeld. 
Durch die Erhebung des Dorfes Jormannsdorf zum privilegierten grundherrlichen Markt im Jahr 1701 entwickelten sich Wirtschaft und Gewerbe auf einer breiteren Ebene. Nachdem die Plagen des Kuruzzenaufstandes von 1703 bis 1711 und eine Pestseuche von 1713 überstanden waren, wurden die  Bauern trotz ihrer schlechten Lage von Abgaben und Robotleistungen förmlich erdrückt. Nach dem Aufflackern von Bauernunruhen im Jahre 1765 brachte 1767 das Maria Theresianische Urbar und die Aufhebung der Leibeigenschaft von 1848 eine sichtliche Erleichterung für die vormaligen Untertanen. 
Der Ort gehörte wie das gesamte Burgenland bis 1920/21 zu Ungarn (Deutsch-Westungarn). Ab 1898 musste aufgrund der Magyarisierungspolitik der Regierung in Budapest der ungarische Ortsname Gyimótfalva verwendet werden. Nach Ende des Ersten Weltkriegs wurde nach zähen Verhandlungen Deutsch-Westungarn in den Verträgen von St. Germain und Trianon 1919 Österreich zugesprochen. Seit 1921 gehört Glashütten zum damals neu gegründeten Bundesland Burgenland (siehe auch Geschichte des Burgenlandes). 
Am 1. Jänner 1971 wurde der Ort im Zuge des Gemeindestrukturverbesserungsgesetzes der burgenländischen Landesregierung mit den Ortschaften Bad Tatzmannsdorf und Sulzriegel zur neuen Gemeinde Bad Tatzmannsdorf zusammengelegt.
Jormannsdorf ist seit 1971 ein Ortsteil der Gemeinde Bad Tatzmannsdorf.

## Kultur und Sehenswürdigkeiten
- Schloss Jormannsdorf
- Katholische Filialkirche Jormannsdorf hl. Anna
- Friedhof Jormannsdorf
- Freilichtmuseum Bad Tatzmannsdorf
- Bildstock hl. Josef
- Bildstock zu General Stefan V Szmrecsányi, gestorben 1917

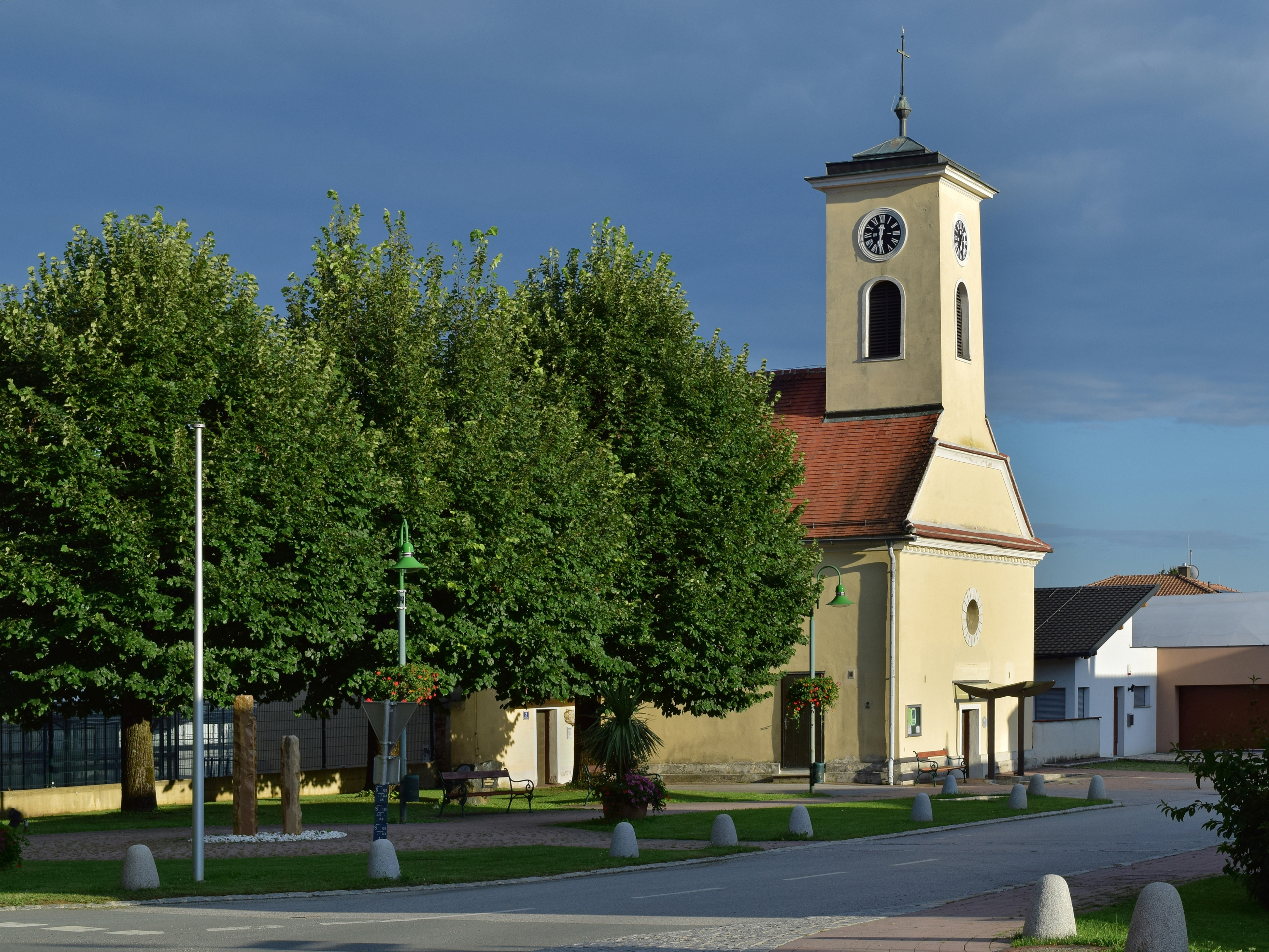
Filialkirche hl. Anna
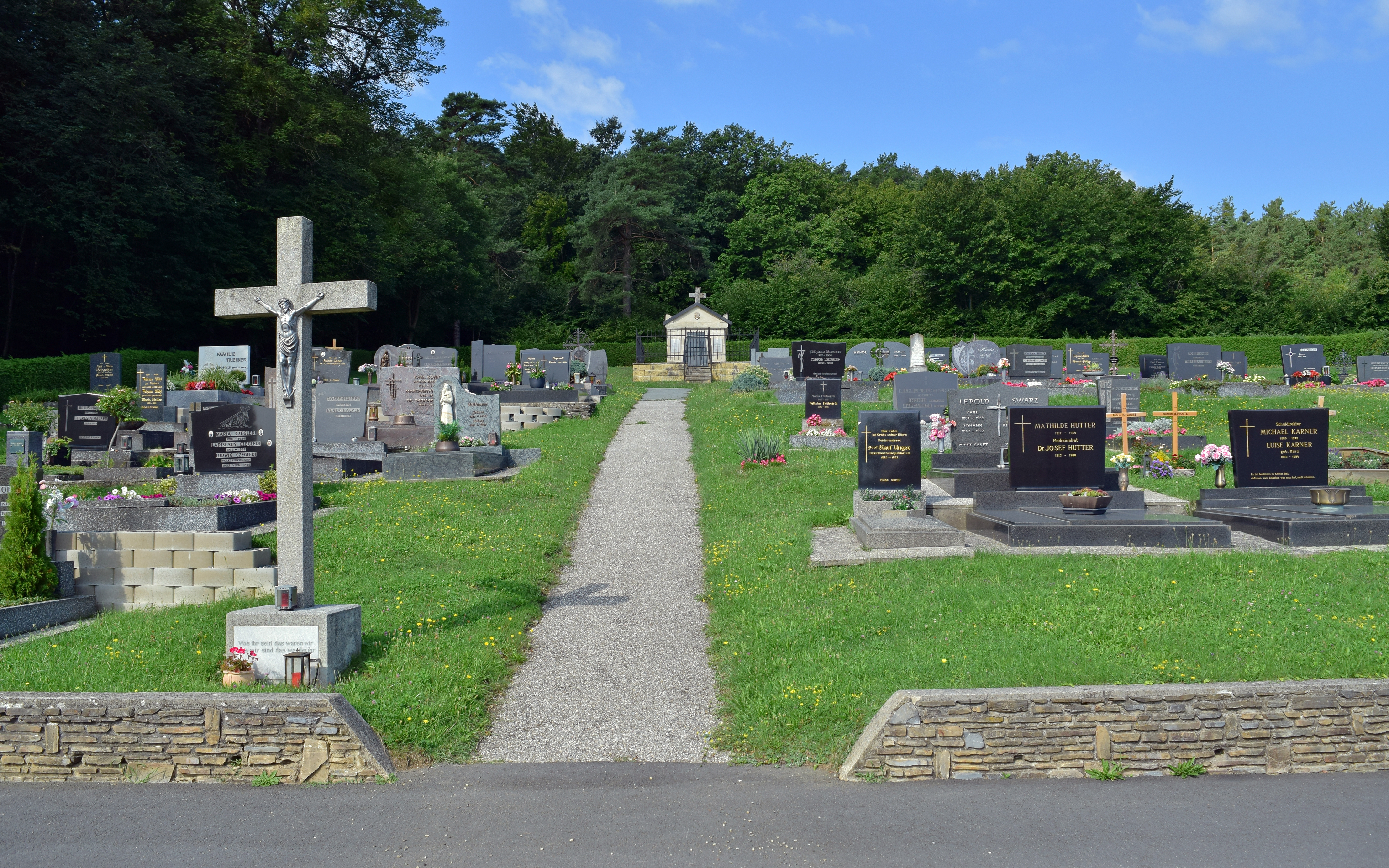
Friedhof
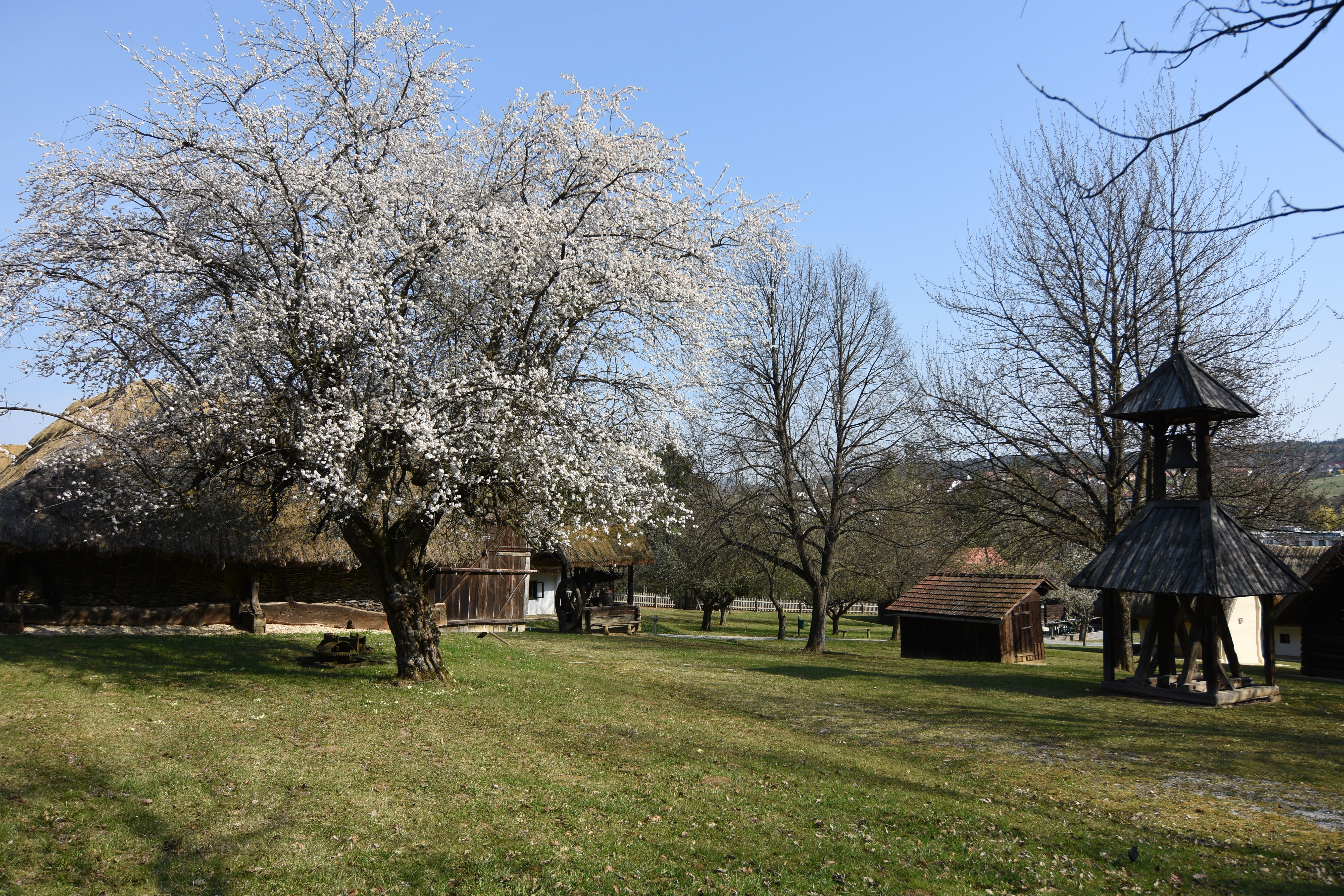
Freilichtmuseum
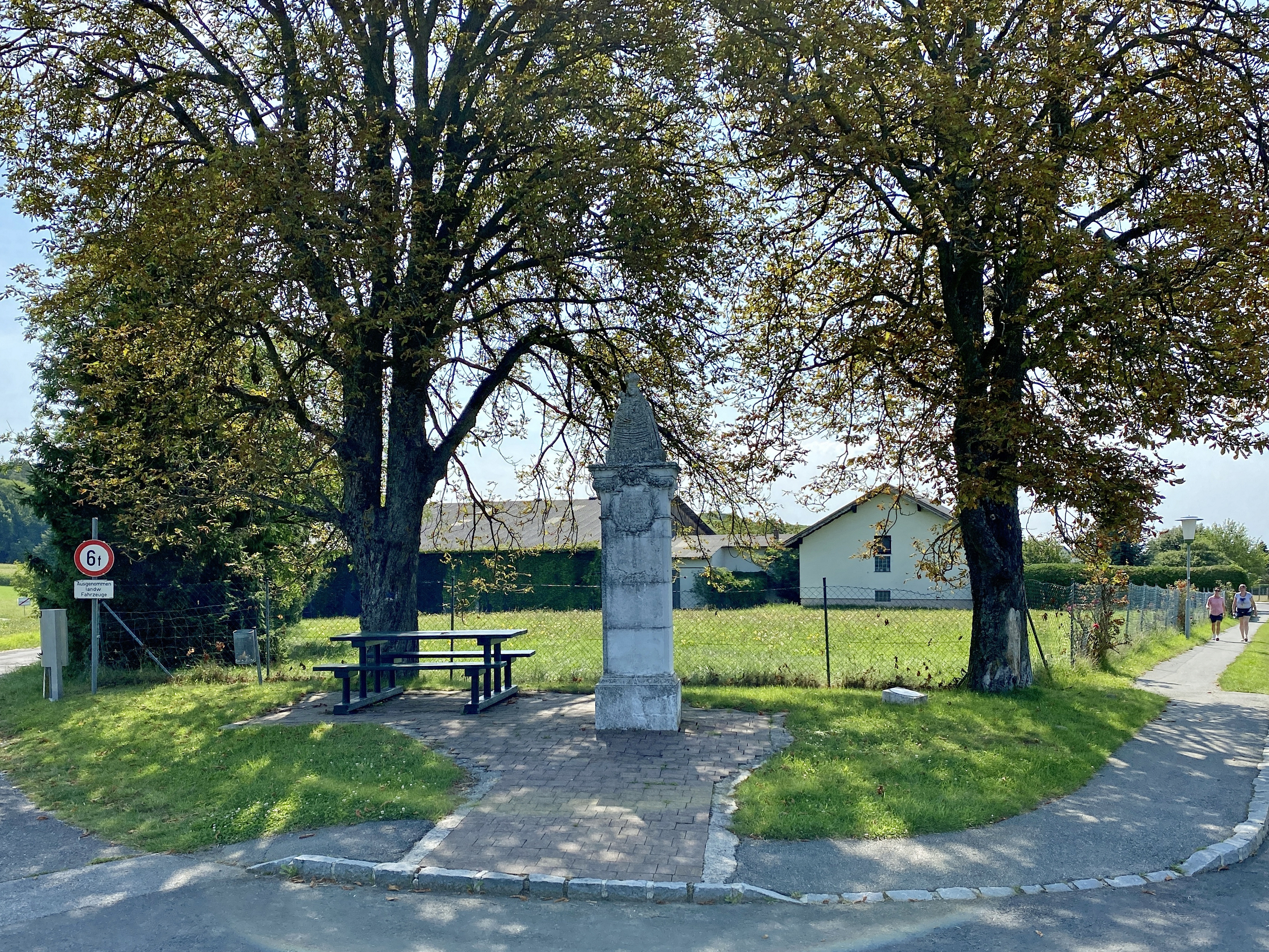
Szmrecsányi-Bildstock